# Ercole Ferrata

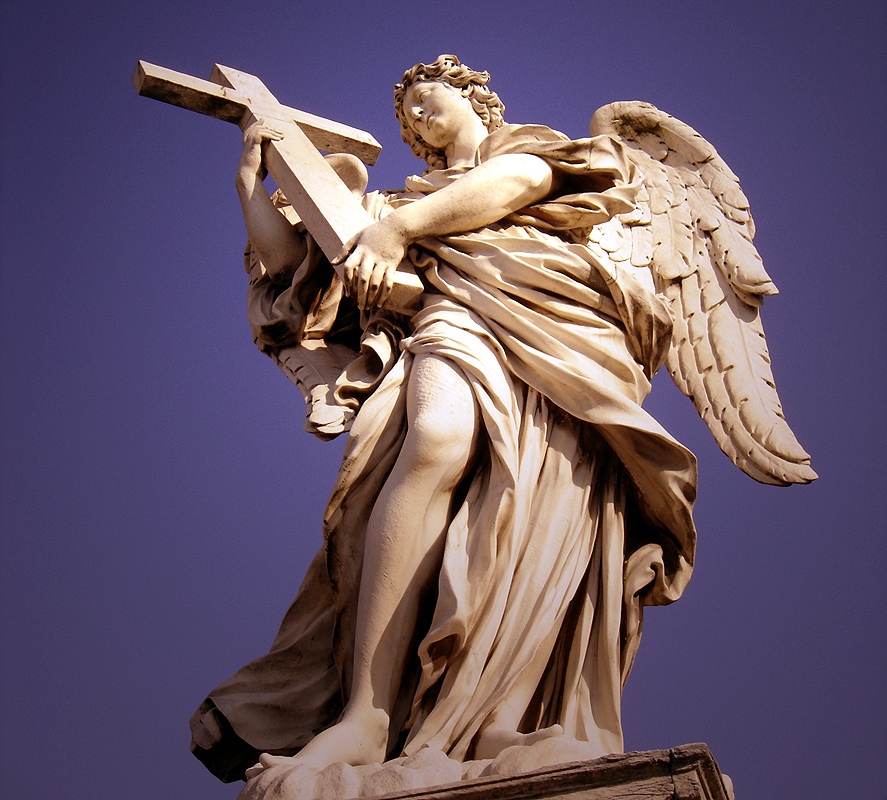
Ercole Ferrata: Engel, Ponte Sant’Angelo, Rom

Ercole Ferrata (* 1610 in Pellio Inferiore, Val d’Intelvi bei Como; † 10. Juli 1686 in Rom) war ein italienischer Bildhauer des Barock.

## Leben
Nach seiner ersten künstlerischen Ausbildung in seinem Heimatort kam Ferrata in die Werkstatt des Bildhauers Tomaso Orsolini in Genua. Dort verbrachte er eine siebenjährige Lehrzeit.
Anschließend ging Ferrata nach Neapel und arbeitete dort meistenteils für die Adelsfamilien Corsini und Savelli. 1637 nahm ihn die Gilde der Bildhauer von Neapel als Mitglied auf. Fast das ganze Jahr 1646 war er am Dom zu Aquileia tätig.
Gefördert von Kardinal Bernardino Spada und dessen Bruder kam Ferrata 1647 in die Werkstatt von Gianlorenzo Bernini. Dieser arbeitete zu dieser Zeit am Petersdom in Rom. Dort avancierte Ferrata schon bald zum Meisterschüler und der Baumeister Alessandro Algardi warb ihn für seine Werkstatt ab. Hier arbeitete Ferrata nicht nur für den Vatikan, sondern auch für den Hof der Königin Christine von Schweden, die seit 1656 in Rom lebte.
In den Jahren 1662 bis 1665 war Ferrata in der Werkstatt des Malers Pietro da Cortona tätig. Über diesen wurde ungefähr 1663 Ferrata in die Accademia di San Luca aufgenommen. Nach der Auslieferung von Kunstwerken an Großherzog Cosimo III. de’ Medici in Florenz, blieb Ferrata für einige Zeit am Hof des Großherzogs. Dort beaufsichtigte er u. a. die Werkstatt der Restauratoren Giovanni Battista Foggini und Carlo Marcellini.
Ferrata stand u. a. in Rom einer großen Werkstatt vor. Neben vielen anderen waren  Antonio Francesco Andreozzi, Pietro Balestri, Melchiore Caffa, Filippo Carcani, Giovanni Camillo Cateni, Giovanni Battista Foggini, Lorenzo Lottone, Carlo Marcellini und Camillo Russoli seine Schüler.
Im Alter von 76 Jahren starb Ercole Ferrata am 10. Juli 1686 in Rom.
Er meißelte unter anderem eine Marmorgruppe, die St. Elisabeth darstellt, für die gleichnamige Kapelle im Breslauer Dom. Sein bekanntestes Werk ist jedoch der Elefant vor Santa Maria sopra Minerva in Rom.